# Kołatki (Gawin)
Kołatki – część wsi Gawin w Polsce, położona w województwie kujawsko-pomorskim, w powiecie włocławskim, w gminie Chodecz.
W latach 1975–1998 Kołatki administracyjnie należały do województwa włocławskiego.